# Předseda celostátního výboru Čínského lidového politického poradního shromáždění
Předseda celostátního výboru Čínského lidového politického poradního shromáždění (čínsky pchin-jinem Zhōngguó Rénmín Zhèngzhì Xiéshāng Huìyì Quanguo Weiyuanhui Zhǔxí, znaky zjednodušené 中国人民政治协商会议全国委员会主席) stojí v čele celostátního výboru Čínského lidového politického poradního shromáždění, čínského nevládního poradního orgánu. Čínské lidové politické poradní shromáždění (ČLPPS) má přes dva tisíce členů a zasedá v plném obsazení jen jednou ročně. Mezi zasedáními plní jeho funkci celostátní výbor. V čele celostátního výboru stojí předseda a více než dvě desítky místopředsedů.
Předseda celostátního výboru patří k nejvlivnějším politikům Čínské lidové republiky (ČLR), podle formálního pořadí je čtvrtým nejvyšším představitelem státu za prezidentem, předsedou vlády a předsedou Stálého výboru Všečínského shromáždění lidových zástupců.
Funkce vznikla se zřízením Čínského lidového politického poradního shromáždění roku 1949, které v letech 1949–1954 plnilo funkci čínského parlamentu.

## Seznam předsedů celostátního výboru ČLPPS
| Předsedové celostátního výboru ČLPPS | Předsedové celostátního výboru ČLPPS | Předsedové celostátního výboru ČLPPS | Předsedové celostátního výboru ČLPPS | Předsedové celostátního výboru ČLPPS | Předsedové celostátního výboru ČLPPS | Předsedové celostátního výboru ČLPPS |
| Pořadí                               | Portrét                              | Jméno                                | Volební období ČLPPS                 | Nástup do úřadu                      | Opuštění úřadu                       | Poznámky, významné funkce (v době výkonu úřadu)                                                                                              |
| ------------------------------------ | ------------------------------------ | ------------------------------------ | ------------------------------------ | ------------------------------------ | ------------------------------------ | --- |
| 1.                                   |                                      | Mao Ce-tung                          | 1.                                   | 9. října 1949                        | 25. prosince 1954                    | předseda ÚV KS Číny, předseda ČLR |
| 2.                                   |                                      | Čou En-laj                           | 2.                                   | 25. prosince 1954                    | duben 1959                           | člen sekretariátu/stálého výboru politbyra ÚV KS Číny, 1956–1966 a od 1973 také místopředseda ÚV KS Číny; předseda vlády ČLR; zemřel v úřadu |
| 2.                                   | 3.                                   | Čou En-laj                           | duben 1959                           | leden 1965                           |                                      | člen sekretariátu/stálého výboru politbyra ÚV KS Číny, 1956–1966 a od 1973 také místopředseda ÚV KS Číny; předseda vlády ČLR; zemřel v úřadu |
| 2.                                   | 4.                                   | Čou En-laj                           | leden 1965                           | 8. ledna 1976                        |                                      | člen sekretariátu/stálého výboru politbyra ÚV KS Číny, 1956–1966 a od 1973 také místopředseda ÚV KS Číny; předseda vlády ČLR; zemřel v úřadu |
| neobsazeno                           | neobsazeno                           | neobsazeno                           | 8. ledna 1976                        | 3. března 1978                       |                                      | |
| 3.                                   |                                      | Teng Siao-pching                     | 5.                                   | 8. března 1978                       | 22. června 1983                      | člen stálého výboru politbyra ÚV KS Číny, do 1982 také místopředseda ÚV KS Číny                                                              |
| 4.                                   |                                      | Teng Jing-čchao                      | 6.                                   | 22. června 1983                      | 10. dubna 1988                       | do roku 1987 členka politbyra ÚV KS Číny; vdova po Čou En-lajovi                                                                             |
| 5.                                   |                                      | Li Sien-nien                         | 7.                                   | 10. dubna 1988                       | 26. června 1992                      | bývalý místopředseda ÚV KS Číny, bývalý prezident ČLR; zemřel v úřadu                                                                        |
| neobsazeno                           | neobsazeno                           | neobsazeno                           | 7.                                   | 26. června 1992                      | 27. března 1993                      | |
| 6.                                   |                                      | Li Žuej-chuan                        | 8.                                   | 27. března 1993                      | březen 1998                          | do listopadu 2002 člen stálého výboru politbyra ÚV KS Číny                                                                                   |
| 6.                                   | 9.                                   | Li Žuej-chuan                        | březen 1998                          | 14. března 2003                      |                                      | do listopadu 2002 člen stálého výboru politbyra ÚV KS Číny                                                                                   |
| 7.                                   |                                      | Ťia Čching-lin                       | 10.                                  | 14. března 2003                      | březen 2008                          | do listopadu 2012 člen stálého výboru politbyra ÚV KS Číny                                                                                   |
| 7.                                   | 11.                                  | Ťia Čching-lin                       | březen 2008                          | 11. března 2013                      |                                      | do listopadu 2012 člen stálého výboru politbyra ÚV KS Číny                                                                                   |
| 8.                                   |                                      | Jü Čeng-šeng                         | 12.                                  | 11. března 2013                      | 14. března 2018                      | do října 2017 člen stálého výboru politbyra ÚV KS Číny                                                                                       |
| 9.                                   |                                      | Wang Jang                            | 13.                                  | 14. března 2018                      | 10. března 2023                      | do října 2022 člen stálého výboru politbyra ÚV KS Číny                                                                                       |
| 10.                                  |                                      | Wang Chu-ning                        | 14.                                  | 10. března 2023                      | v úřadě                              | člen stálého výboru politbyra ÚV KS Číny |